# تروي كوتسور
تروي مايكل كوتسور ( /ˈkɒtsər/ 24 يوليو 1968) ممثل أمريكي. وُلد كوتسور أصمًا ، وبدأ مسيرته التمثيلية في أواخر ثمانينيات القرن الماضي مع المسرح الوطني للصم . كان أول ظهور تلفزيوني له في حلقة عام 2001 من مسلسل "الطب القوي" . أما أول ظهور سينمائي له فكان في فيلم الإثارة "الرقم 23" عام 2007. ومن بين إنجازاته: جائزة بافتا ، وجائزة الأوسكار ، وترشيح لجائزة غولدن غلوب .
بعد أن جعل له برودواي لاول مرة في إحياء عام 2003 من النهر الكبير، أداء كوتسور في إنتاج عام 2012 من سيرانو حصل عليه ترشيح ل جائزة الحفاوة لأفضل ممثل في مسرحية. أخرج ولعب دور البطولة في الفيلم لا بطل عادي: الفيلم الخارق (2013) واكتسب اهتماما أوسع مع دوره الضيف في ديزني+ سلسلة الماندالوريان (2019). تصوير كوتسور ل الأب الصم في ال كوميديا فيلم درامي كودا (2021) نال استحسان النقاد وفاز به جائزة الأوسكار لأفضل ممثل مساعد، مما يجعله أول ممثل أصم ذكر, والثاني بشكل عام (بعد مارلي ماتلين) للفوز بجائزة أوسكار التمثيل.

## السنوات المبكرة والتعليم
وُلِد كوتسور في ميسا، أريزونا ، أكبر ضواحي فينيكس، في 24 يوليو 1968، لوالديه جودي (ني ترو) وليونارد ستيفن "لين" كوتسور، الذي كان رئيس شرطة ميسا.  عندما كان كوتسور يبلغ من العمر تسعة أشهر، اكتشف والداه أنه أصم وتعلما لغة الإشارة الأمريكية حتى تتمكن الأسرة من التواصل. شجع والداه كوتسور على ممارسة الرياضة وتكوين صداقات مع الأطفال الذين يسمعون في حيهم. التحق كوتسور بمدرسة فينيكس النهارية للصم ، حيث أصبح مهتمًا بالتمثيل لأول مرة. تخرج من مدرسة ويستوود الثانوية حيث شجعه مدرس الدراما على المشاركة في برنامج المنوعات الخاص بالخريجين. قدم مشهدًا تمثيليًا صامتًا لاقى استحسانًا وحفزه على ممارسة المسرح. 
بعد تخرّجه من المدرسة الثانوية، التحق كوتسور بفترة تدريب في محطة كي تي إس بي - تي في (المعروفة الآن باسم كيه إس إيه زد - تي في). وبينما كان يطمح إلى أن يصبح مخرجًا سينمائيًا، عمل أثناء التدريب مع محرر ولم يشعر بالتواصل مع الآخرين، وقد قال: "تبخّر حلمي في الإخراج بعدما تقبّلت حقيقة أنني أعيش في عالم لا يستخدم لغتي". ثم التحق بجامعة غالوديت بين عامَي ١٩٨٧ و١٩٨٩، حيث درس المسرح والتلفزيون والسينما.

## المسيرة المهنية
عندما تلقى كوتسور عرضًا للعمل كممثل في المسرح القومي للصم، قبله وترك جامعة غالوديت لينضم إلى جولة مسرحية مع الفرقة لمدة عامين، شارك خلالهما في عرضَين مسرحيّين. وفي عام ١٩٩٤، بدأ العمل في مسرح ديف ويست في لوس أنجلوس، كاليفورنيا، حيث مثّل وأخرج العديد من الأعمال المسرحية. من أدواره المسرحية: ستانلي في "عربة اسمها الرغبة"، وليني في "عن الفئران والرجال"، والأمير هاملت في "أوفيليا".
في عام ٢٠٠١، تم اختيار كوتسور والممثل السامع لايل كانوس معًا في إنتاج مسرح ديف ويست للمسرحية الموسيقية "بيغ ريفر" التي عُرضت لأول مرة عام ١٩٨٥. أدى كوتسور وكانوس دور والد هاكلبيري فين، باب، حيث كان كوتسور يؤدي بلغة الإشارة وكانوس يتكلم ويغني. أدى نجاح المسرحية إلى عرضها في مسرح مارك تيبر، ثم إلى إحيائها في برودواي تحت إشراف شركة راوندأباوت ثياتر ومسرح ديف ويست في مسرح أمريكان إيرلاينز في مدينة نيويورك. كما شارك في دور متكرر في مسلسل "سو توماس: مكتب التحقيقات الفيدرالي"، وعمل أيضًا كخبير في لغة الإشارة الأمريكية في المسلسل.
في عام ٢٠١٢، لعب كوتسور دور البطولة في مسرحية "سيرانو"، المستندة إلى "سيرانو دي برجراك"، وهي إنتاج مشترك بين مسرح ديف ويست ومسرح ذا فاونتن، أخرجها ستيفن ساكس وعُرضت لأول مرة في نيسان ٢٠١٢. بعد "سيرانو"، أخرج كوتسور الفيلم الروائي "بطل غير عادي: فيلم السوبر ديفي"، الذي عُرض لأول مرة في مهرجان هارتلاند السينمائي عام ٢٠١٣.
في عام ٢٠١٦، شارك في فيلم "وايلد بريري روز"، من إخراج ديبورا لافين. وفاز الفيلم بجائزة جيمي ستيوارت للتراث في مهرجان هارتلاند السينمائي الدولي.
في مسلسل "ذا ماندالوريان"، استخدم شعب التوسكن لغة إشارة، واستُعين بكوتسور لتطوير اللغة المصطنعة. لم يذكر أنه ممثل أيضًا خوفًا من أن يُعتبر ذلك تملقًا، ولكن بعد أن اكتشف صُنّاع العمل ذلك من خلال مدير أعماله، تم اختياره لأداء دور قائد شعب التوسكن.
في عام 2021، ظهر كوتسور في الفيلم الروائي CODA بدور مساعد كأب أصم لابنة مراهقة تسمع. شاهدت المخرجة سيان هيدر أداءه لأول مرة في إنتاجات Deaf West لفيلم Our Town وفيلم At Home at the Zoo لإدوارد ألبي واختارته كجزء من المجموعة. ذكرت NPR أن أداء كوتسور في الفيلم "أذهل الجمهور والنقاد على حد سواء".  حصل كوتسور على العديد من الجوائز لأدائه، بما في ذلك جائزة الأوسكار لأفضل ممثل مساعد ، وجائزة BAFTA لأفضل ممثل في دور مساعد ، وجائزة اختيار النقاد للأفلام لأفضل ممثل مساعد ، وجائزة Gotham Independent Film Award لأفضل أداء مساعد ، وجائزة Independent Spirit لأفضل ممثل مساعد ، وجائزة نقابة ممثلي الشاشة لأفضل أداء لممثل في دور مساعد . جعله فوزه بجائزة الأوسكار أول ممثل أصم، والثاني بشكل عام (بعد مارلي ماتلين [ a ] ) يفوز بجائزة الأوسكار للتمثيل . 
في عام ٢٠٢٥، ظهر كوتسور في مسلسل "فاونديشن" بدور بريم بالفر، قائد المؤسسة الثانية.
ومن المقرر أن يلعب كوتسور دور البطولة في مسلسل درامي رياضي بعنوان "وميض قبل الانفجار"، ويضم طاقمًا تمثيليًا بالكامل من الصم.

## الحياة الشخصية
كوتسور متزوج من الممثلة ديان براي، التي هي أيضًا صمّاء، ولديهما ابنة واحدة تُدعى كيرا مونيك كوتسور، وُلِدت في ٨ أيلول ٢٠٠٥.

## الاعتمادات التمثيلية

### فيلم
| سنة  | عنوان                                          | دور         | ملحوظات                         |
| ---- | ---------------------------------------------- | ----------- | ------------------------------- |
| 2007 | الرقم 23                                       | بارنابي     |                                 |
| 2008 | العلامات العالمية                              | كريس        |                                 |
| 2009 | انظر ما أقوله: الفيلم الوثائقي "المُسَلِّمون الصم" | فيلم وثائقي |                                 |
| 2013 | بطل غير عادي: فيلم SuperDeafy                  | مات         | المخرج أيضا                     |
| 2021 | كودا                                           | فرانك روسي  | جائزة الأوسكار لأفضل ممثل مساعد |
| 2025 | في ضوء بارد                                    | سوف         |                                 |
| 2026 | الرئيسيات                                      |             | مرحلة ما بعد الإنتاج            |

### تلفزيون
| سنة                     | عنوان                   | دور                  | ملحوظات                                |
| ----------------------- | ----------------------- | -------------------- | -------------------------------------- |
| 2001                    | دواء قوي                | لارس                 | الحلقة: الإصلاح                        |
| 2002–2005               | سو توماس: FBEye         | تروي مايرز           | 5 حلقات                                |
| 2003                    | <i id="mwAR4">دكتور</i> | طروادة               | الحلقة: "قواعد الاشتباك"               |
| 2006                    | مسرح الجريمة: نيويورك   | دينيس ميتشوم         | الحلقة: " ليلة صامتة "                 |
| 2007                    | المقشرات                | السيد فرانسيس        | الحلقة: " كلماتي الحكيمة "             |
| 2012                    | عقول إجرامية            | جون مايرز            | الحلقة: " كاتم الصوت "                 |
| 2019                    | الماندلوري              | توسكين رايدر كشاف #1 | الحلقة: " الفصل الخامس: المسدس "       |
| 2023                    | سوبر بول 52             | نفسه                 | مترجم النشيد الوطني                    |
| 2024                    | كبح حماسك               | نفسه                 | الحلقة: "السقوط العمودي، السحب الأفقي" |
| 2025                    | مؤسسة                   | بريم بالفر           | الموسم الثالث                          |
| سيتم الإعلان عنها لاحقًا | الأرنب الأسود           | جو مانكوسو           | المسلسلات القصيرة القادمة              |

### مسرح
| سنة       | عنوان              | دور             | ملحوظات                                                                                             | Ref.   |
| --------- | ------------------ | --------------- | --------------------------------------------------------------------------------------------------- | ------ |
| 1989      | في غرفة في مكان ما |                 | مسرحية من تأليف سوزان زيدر وإخراج فيكتور براون                                                      | [ 6 ]  |
| 1991–1992 | جزيرة الكنز        |                 | استنادًا إلى جزيرة الكنز ؛ جولة تحت إشراف المسرح الوطني للصم                                         | [ 6 ]  |
| 1992–1993 | أوفيليا            | قرية            | استنادًا إلى شخصية هاملت أوفيليا؛ جولة تحت إشراف المسرح الوطني للصم                                  | [ 6 ]  |
| 1993      | 25 سنتًا            | هاري            | إنتاج مسرح الصم في نيويورك                                                                          | [ 7 ]  |
| 2001      | النهر الكبير       | باب فين/الدوق   | شارك كوتسور في دور "باب" مع لايل كانوس؛ تم إنتاجه تحت إشراف مسرح ديف ويست                           | [ 8 ]  |
| 2002      | النهر الكبير       | باب فين/الدوق   | تم عرضه في منتدى مارك تابر ؛ شارك كوتسور في دور "باب" مع لايل كانوس                                 | [ 8 ]  |
| 2003      | النهر الكبير       | باب فين/الدوق   | إحياء برودواي تحت إشراف مسرح ديف ويست وشركة راوند أباوت ثياتر ؛ شارك كوتسور دور "باب" مع لايل كانوس | [ 9 ]  |
| 2012      | سيرانو             | سيرانو          | استنادًا إلى سيرانو دي بيرجيراك ؛ تم إنتاجه تحت إشراف مسرح ديف ويست                                  | [ 6 ]  |
| 2014      | صحوة الربيع        | الرجال البالغين | تم إنتاجه تحت إشراف مسرح ديف ويست                                                                   | [ 10 ] |

## الجوائز
| سنة  | المنظمات                            | فئة                                            | عمل    | نتيجة | المرجع |
| ---- | ----------------------------------- | ---------------------------------------------- | ------ | ----- | ------ |
| 2012 | جوائز أوفاشن                        | أفضل ممثل رئيسي في مسرحية                      | سيرانو | رُشِح   |        |
| 2021 | جوائز الأوسكار                      | أفضل ممثل مساعد                                | كودا   | فائز  |        |
| 2021 | جوائز الأكاديمية البريطانية للأفلام | أفضل ممثل في دور مساعد                         | كودا   | فائز  |        |
| 2021 | جوائز اختيار النقاد                 | أفضل ممثل مساعد                                | كودا   | فائز  |        |
| 2021 | جوائز غولدن غلوب                    | أفضل ممثل مساعد - فيلم سينمائي                 | كودا   | رُشِح   |        |
| 2021 | جوائز جوثام                         | أداء داعم متميز                                | كودا   | فائز  |        |
| 2021 | جوائز الروح المستقلة                | أفضل ممثل مساعد                                | كودا   | فائز  |        |
| 2021 | جوائز نقابة ممثلي الشاشة            | أداء متميز من قبل طاقم التمثيل في فيلم سينمائي | كودا   | فائز  |        |
| 2021 | جوائز نقابة ممثلي الشاشة            | أداء متميز لممثل في دور مساعد                  | كودا   | فائز  |        |

## ملحوظات
1. ↑  Matlin, who stars opposite Kotsur in CODA, won Best Actress in 1986 for Children of a Lesser God.

## روابط خارجية
- تروي كوتسور في قاعدة بيانات الأفلام على الإنترنت